# Carlton Myers

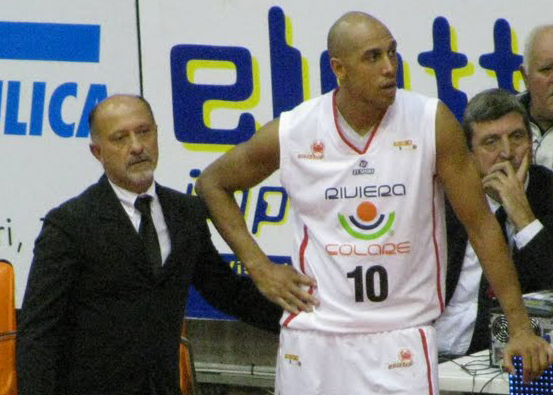
Myers w barwach Crabs Rimini z trenerem Sacco (2009/10)

Carlton Ettore Francesco Myers (ur. 30 marca 1971 w Londynie) – włoski koszykarz brytyjskiego pochodzenia, występujący na pozycji rzucającego obrońcy, mistrz Europy z 1999 roku.

## Osiągnięcia

### Drużynowe
- Mistrz[1]:
  - Włoch (2000)
  - Serie B (III liga włoska – 2006)
- czterokrotny wicemistrz Włoch (1996–1998, 2001)
- Zdobywca[1]:
  - pucharu Włoch (1998)
  - superpucharu Włoch (1998, 2004)
  - Pucharu Serie B (2006)
- 3. miejsce w:
  - Eurolidze (2001)
  - Pucharze Koracia (1996)
- 4. miejsce w Eurolidze (1999)
- Awans do:
  - Serie A ze Scavolini Pesaro (2007)
  - Serie A2 (II liga włoska) ze Scavolini Pesaro (2006)[1]
- Uczestnik rozgrywek[2]:
  - Pucharu Koracia (1994, 1996)
  - Euroligi (1997–2001, 2004, 2005)

### Indywidualne
- MVP[1]:
  - ligi włoskiej (1994, 1997)
  - Pucharu Włoch (1998)
  - FIBA EuroStars (1998)
- Lider strzelców:
  - Euroligi (1997)
  - ligi włoskiej (1996)
- 3-krotnie powoływany do udziału w meczu FIBA EuroStars (1996, 1998, 1999). Nie wystąpił w 1999 roku[1][2].
- Uczestnik włoskiego All-Star Game (1997)[1]
- Zwycięzca konkursu rzutów za 3 punkty:
  - podczas FIBA EuroStars (1998)[1]
  - ligi włoskiej (2013)

### Reprezentacja
Drużynowe
- Mistrz:
  - Europy (1999)[1]
  - igrzysk śródziemnomorskich (1993)
- Wicemistrz Europy (1997)[1]
- 3. miejsce w turnieju FIBA Diamond Ball (2000)[3]
- Zaliczony do składu Eurobasket All-Tournament Team w 1999 roku
- Uczestnik:
  - mistrzostw Europy (1993 – 9. miejsce, 1997, 1999)[3]
  - igrzysk olimpijskich (2000 – 5. miejsce)[4]
  - mistrzostw świata (1998 – 6. miejsce)[4]

Indywidualne
- Lider w skuteczności rzutów wolnych mistrzostw:
  - świata (1998 – 97,3%)[5]
  - Europy (1993 – 90,5%)[6]